# Grottes de Médous
Les grottes de Médous sont situées sur la commune d'Asté dans le département des Hautes-Pyrénées en région Occitanie de la France.

## Situation
Les grottes de Médous se trouvent au pied du flanc nord-est du Buala, dans le nord-ouest de la commune d'Asté, en rive gauche (côté ouest) de l'Adour, à quelque 700 m (à vol d'oiseau) à l'ouest du bourg, 2,6 km au sud de Bagnères-de-Bigorre et 25 km au sud de Tarbes.

## Description
La grotte a un développement de 3 500 m pour un dénivelé de 55 m.
À côté de la « source » (résurgence) dans le jardin de l'ancien couvent de Médous, se trouve une galerie naturelle d'environ 20 m de long où les anciens écrits mentionnent un « trou souffleur ». Cette petite galerie débouche sur un premier carrefour menant d'une part à une autre entrée (celle utilisée de nos jours par les touristes), d'autre part à une galerie de 160 m de long empruntée par la rivière actuelle et dont le départ était autrefois bloqué par un gros bouchon d'argile de 30 m de long. Peu après la fin de l'ancien bouchon d'argile, une galerie sèche s'ouvre vers le nord qui forme une boucle et aboutit à la fin de la galerie de 160 m. Cet ensemble est le circuit parcouru par les touristes. Cette galerie nord est un grand couloir avec des concrétions et des salles latérales encombrées de blocs.
Au bout de la galerie de 160 m se trouve un deuxième carrefour avec au nord le débouché de la galerie en boucle, à l'ouest le départ d'un petit boyau appelé « boyau des choux-fleurs », et côté sud un grand éboulis sous lequel passe l'eau. L'escalade de l'éboulis mène 15 m plus haut à un troisième carrefour avec le départ vers le sud de deux galeries parallèles, l'une sèche et l'autre empruntée par la rivière (galerie active).
Dans la galerie sud active, 400 m après le carrefour précédemment cité s'ouvre un diverticule appelé « jardin des orchidées » dont la paroi ouest, de 30 m de long sur 4 m de haut, est ornée de buissons d'excentriques, concrétions remarquables et très variées ; sa paroi Est est nue. Cette galerie continue sur encore 400 m jusqu'à un siphon amont, puis une grande salle appelée « carrefour du Grand Silence Noir ». Sur le côté ouest, une petite escalade permet d'accéder à une galerie fossile boueuse mais spacieuse, avec de belles concrétions dont une nommée « la Table » excentriques.
La galerie sud sèche fait environ 350 m de long et se termine par une cheminée. Elle commence avec la « salle du Grand Chaos », décrite comme « haute et large de 20 m ». Il semble que sa hauteur s'accroisse ensuite, car après 100 m on y rencontre un éboulis très important (« le grand chaos de pierres »), haut de 45 m et qui touche presque le plafond par endroits. Au sommet de cet amas s'ouvre un diverticule orné de concrétions. Cette galerie est bouchée 200 m plus loin par des blocs qui semblent indiquer un effondrement majeur de cette partie de la grotte dans le passé, d'autant qu'il n'y a pas de spéléothèmes à cet endroit. Joly mentionne les tremblements de terre assez fréquents dans la région, notamment en 1610, 1678 et 1777 ; et les failles affaiblissant le substrat rocheux.

## Géologie
La résurgence de Médous se trouve à l'extrémité nord d'une faille nord-sud (autre que la faille de la Lesponne) de 760 m de longueur, qui longe le bord ouest d'une surface de dolomies noires, calcaires de l'Aalénien (~174 à ~170 Ma) à l'Oxfordien (163,5 à 157,3 Ma) nomenclaturés « jD » (en bleu à grands pointillés verticaux sur la carte géologique). À l'extrémité sud de cette couche, qui se trouve au niveau du pont d'Asté, la série contient de nombreux bancs de brèche polygénique.
La brèche de Médous / Asté, qui présente une morphologie de canyon sous-marin, a été attribuée au Dano-Sélandien (≃63-59 Ma) (fossiles de globigérinidés). Elle forme une discordance par rapport au substratum du Jurassique et du début du Crétacé - qu'elle remanie -, ce substratum ayant déjà été plissé au Crétacé supérieur (≃100-66 Ma), par l'intermédiaire d'une paléosurface karstique irrégulière ennoyée en domaine marin. La brèche a subi un épimétamorphisme (peut-être hydrothermal ?) avant la compression « pyrénéenne » de l'Éocène supérieur (≃37-33,7 Ma). Cette série suggère une zone située sur l'axe de l'orogène, tectonisée vers la fin du Crétacé et le début du Paléocène, émergée, karstifiée et érodée, puis abaissée, ennoyée et recouverte en discordance par les brèches marines dano-sélandiennes.
Dans la galerie nord (la galerie en boucle), les flexures du calcaire aptien (≃125 à ≃113 Ma) gris foncé indiquent que cette région a été remaniée par la tectonique et même métamorphosée par endroits, d'où la présence de marbre dans la grotte et dans la vallée de l'Adour où il est exploité près de Médous : la brèche métamorphisée de Baudéan (Kimméridgien?) a été exploitée comme marbre, près du pont d'Asté,jusque vers 1960. Les variétés « Brèche Médous », «Brèche Gramont» et « Nankin jaspé » montrent des éléments anguleux sombres à brun-jaunâtre sur un fond jaune à beige parfois irisé. Les calcaires métamorphiques aptiens à sections de Toucasia ont été anciennement exploités comme pierre ornementale (bordures, encadrements de portes et de fenêtres) à Médous et surtout à Laborde dans plusieurs carrières situées en bordure de l'Arros.
La présence de la faille de Lesponne est démontrée par le net métamorphisme des marbres au bas de la vallée de Lesponne. Avant que l'Adour ne creuse profondément sa vallée, l'eau utilise cette faille pour percer la montagne et suit un parcours souterrain à environ 15 à 20 m au-dessus de son cours actuel. Toute la galerie fossile de la grotte de Médous, moins large et moins haute que la galerie active, est quelque peu rétrécie par les concrétions mais est restée telle qu'elle était lorsqu'elle était elle-même active. La rivière en sortait alors par deux ouvertures encore visibles sur le flanc du Buala à 15 m au-dessus des résurgences actuelles de Médous et d'Oulnègre.

## Hydrologie
Le substrat rocheux est un des réservoirs karstiques des chaînons calcaires nord-pyrénéens. Il participe des calcaires et dolomies d'âge jurassique à crétacé inférieur qui constituent le pic de Labassère, le Monné, le pic d'Asté et les hauteurs qui dominent au sud la région déprimée des Baronnies. Ces roches, très kartifiées, donnent naissance à des sources et à des résurgences à gros débit, dont les résurgences de Médous avec ~300 m3/h.
Captage de la résurgence
En 1926 la municipalité de Bagnères-de-Bigorre capte la résurgence de Médous, ce dont s'étonne Joly lors de sa visite en 1949 car l'eau est supposée provenir de l'Adour, pollué par les scieries, latrines, écuries, ruissellement des pâturages (avec leurs amendements), etc. Une épidémie de typhoïde pèse d'ailleurs sur Bagnères en 1933 et des filtres sont installés en aval du captage.
Une centrale hydro-électrique et la mesure du débit
Vers 1945, la compagnie Électricité de France envisage de créer un barrage sur l'Adour vers Campan et fait réaliser des études hydrologiques dans la région. Apprenant l'existence de la rivière souterraine de Médous, elle décide d'éliminer le bouchon d'argile ; mais avant de ce faire, ses ingénieurs font installer une jauge pour mesurer le débit de la rivière : à l'étiage, ce débit est de 350 litres par seconde.
Essais de traçage
Cherchant le cours de la rivière souterraine, EdF colore l'Adour en amont de Campan mais n'utilise pas assez de fluorescéine et la résurgence de Médous montre à peine quelques traces incertaines de ce colorant. Un nouvel essai est réalisé en 1948 par M. Capdecomme, professeur à la faculté des sciences de Toulouse, qui colore également l'Adour de Lesponne ; ce nouvel essai est là encore peu probant. Joly tente un troisième essai de traçage le 13 janvier 1950, avec 1 kg de fluorescéine déversé dans une perte en rive droite de l'Adour en face de Campans, à 656 m d'altitude. Huit heures après, la résurgence de Médous commence à se colorer en vert et la coloration est massive 1/2 heure après. La résurgence d'Oulnègre toute proche se colore également de la même façon,. 
Cette preuve pourtant incontournable ne suffit pas pour faire cesser la prétention de la mairie de Bagnères à vouloir faire poser des tuyaux de gros diamètre dans le parcours de la rivière souterraine prévu pour les visites. L'argument de « l'effet psychologique » est utilisé, les travaux dans la grotte sont stoppés et un expert nommé déclare que la canalisation isolante est indispensable. Finalement les travaux d'aménagement sont repris.

## Découvertes, explorations
La grotte est mentionnée dans un récit de voyage effectué en 1705. Les voyageurs notent dans le jardin des capucins une source de très gros débit, « si abondante, qu'elle pourroit porter batteau […] d'où il sort à chaque instant plus de six muids d'eau »,.
Passumot signale le « boyau soufflant » en 1772.
En 1772 un gouffre s'ouvre dans le lit de l'Adour en amont (au sud) de Campan ; et le débit de la résurgence de Médous augmente.
En 1945 Henri Mauras, chef de travaux à la faculté des Sciences de Toulouse, se penche sur la question de l'origine du « trou souffleur ». Le propriétaire de la grotte, E. Brunelet, donne son autorisation pour l'exploration. Mauras organise une équipe avec Georges Lépineux et Georges Ascaso. Ils s'attaquent d'abord au bouchon d'argile pour permettre le passage. Le 9 août 1948 le bouchon est passé et ils découvrent la rivière souterraine en amont de sa résurgence. De nombreuses séances d'exploration révèlent une grotte de plus de 2 km de développement.
Joly visite la grotte début 1949 avec Georges Lépineux, Georges Ascaso et Mme de Gramont. Il en étudie les possibilités d'aménagement. Les différents propriétaires du sol passent un accord fin 1949 et les travaux d'aménagement commencent de suite, réalisés par M. Castells, entrepreneur local.
Occasionnellement, des groupes de spéléologie explorent les parties non aménagées de la grotte, comme le 22 février 2003 quand l'école de spéléologie des Hautes-Pyrénées y amène un groupe de jeunes,, ou le 3 mai 2015 avec des membres du Groupe spéléologique haut-pyrénéen de Tarbes. 

## Ancien lieu de pèlerinage
Au XVIIIe siècle, le site suscite déjà l'intérêt des pèlerins. En effet, la Vierge Marie y serait apparue en présence d'un petit berger puis de la veuve Liloye, ce qui est lié à l'arrêt de l'épidémie de peste dans la région[réf. nécessaire]. Un lieu de pèlerinage marial (chapelle ou église), Notre-Dame de Médous, est géré par des capucins à partir de 1616. Ils installent en 1630 un couvent sur les lieux, fondé par Suzanne de Gramont, marquise de Montpezat. Il semble que ces moines y aient construit un hospice avec bains et chapelle en 1693. Le couvent est démoli lors de la Révolution française, mais la chapelle dédiée à la Vierge existe encore en 1951.
Une chapelle accueille, aujourd'hui encore, le pèlerin éventuel.

## Site touristique
Le site est ouvert au public depuis 1951, après son inauguration le 19 novembre 1950 ; une partie de la visite s'effectue à bord d'une barque.[réf. nécessaire] Le Groupe spéléologique haut-pyrénéen de Tarbes a organisé au moins une visite pour des personnes handicapées, lors des Journées nationales de la spéléologie du 5 octobre 2013.
Le site est ouvert au public tous les jours en période estivale (d'avril à septembre inclus) et sur réservation le reste de l'année.

### Galerie

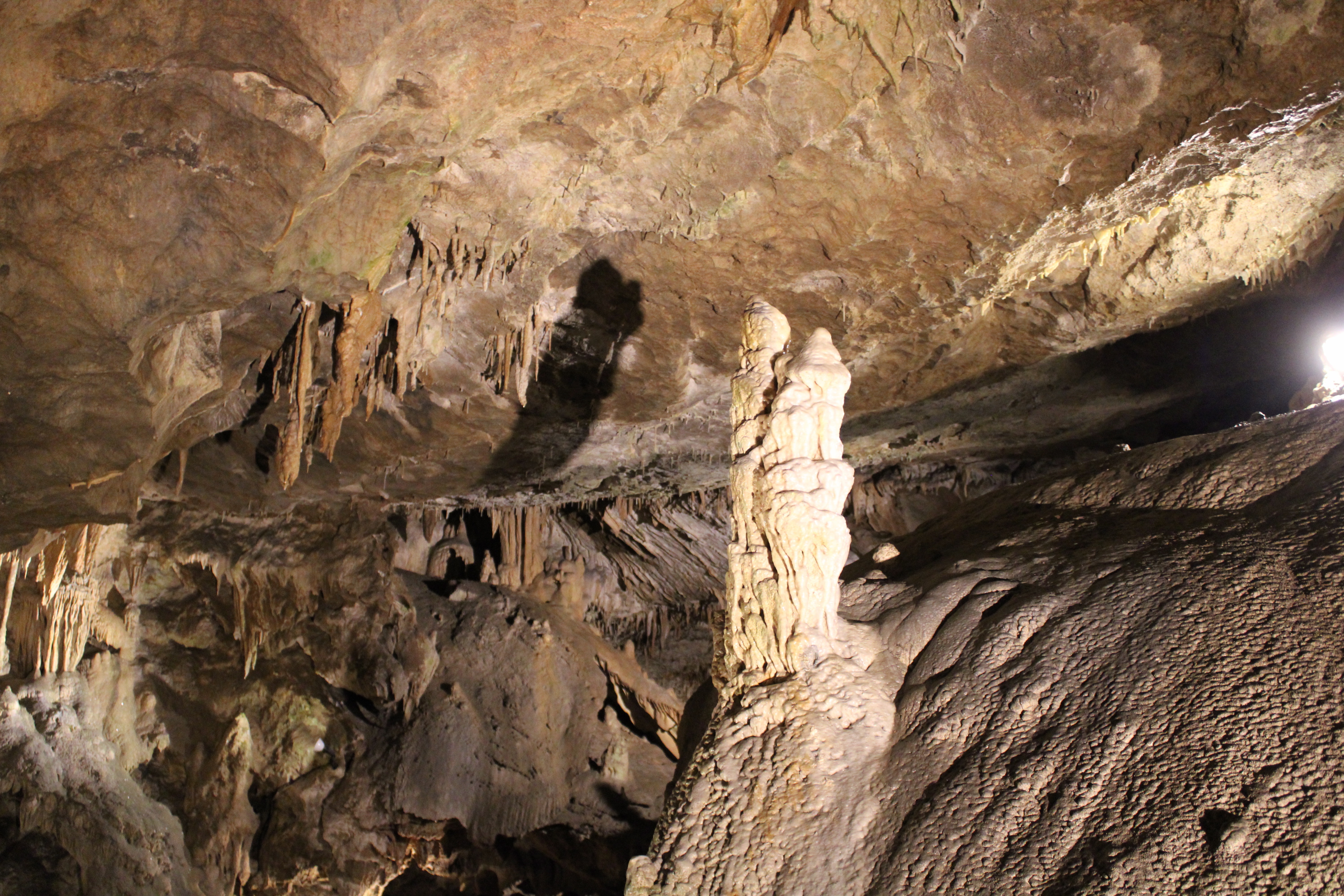
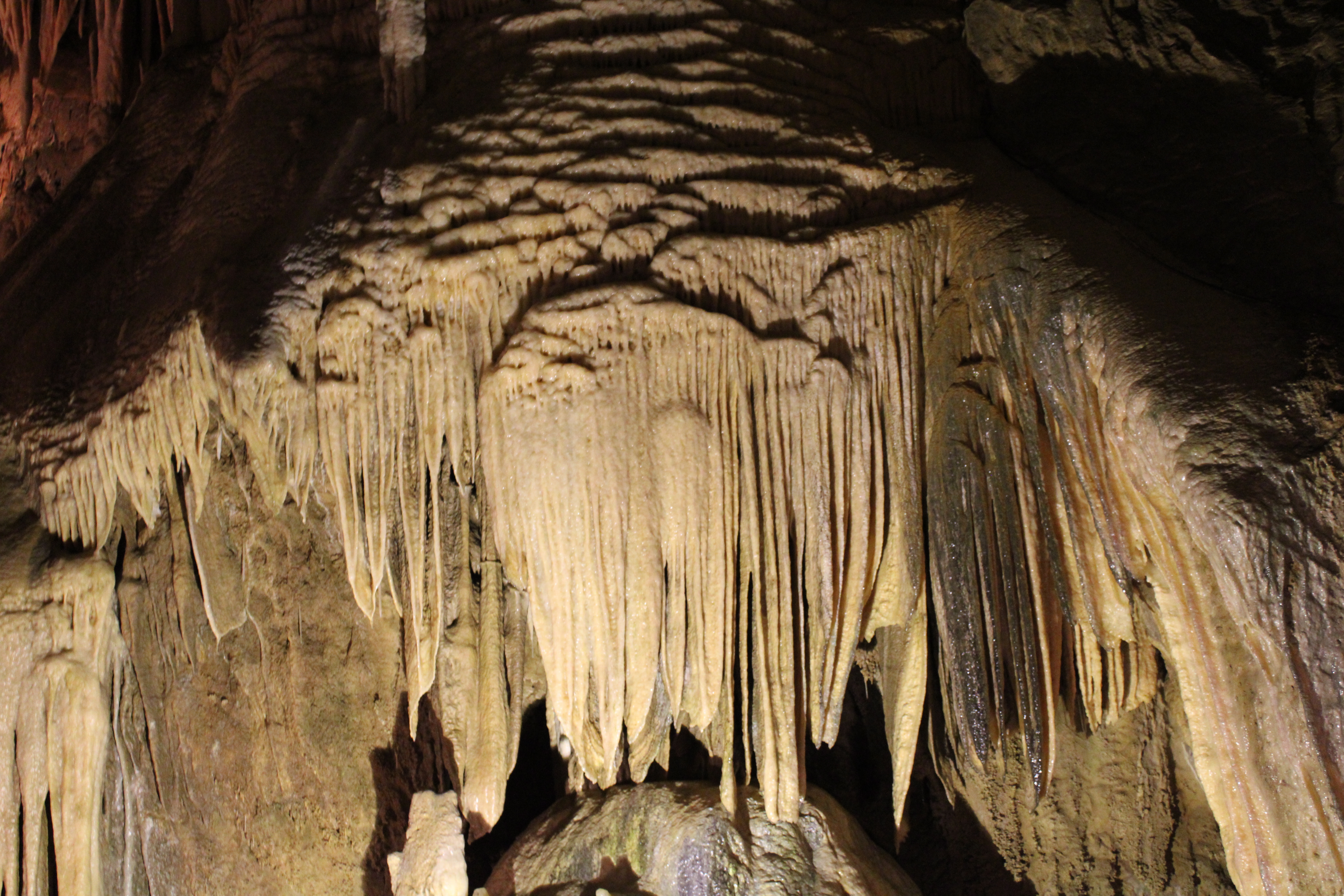
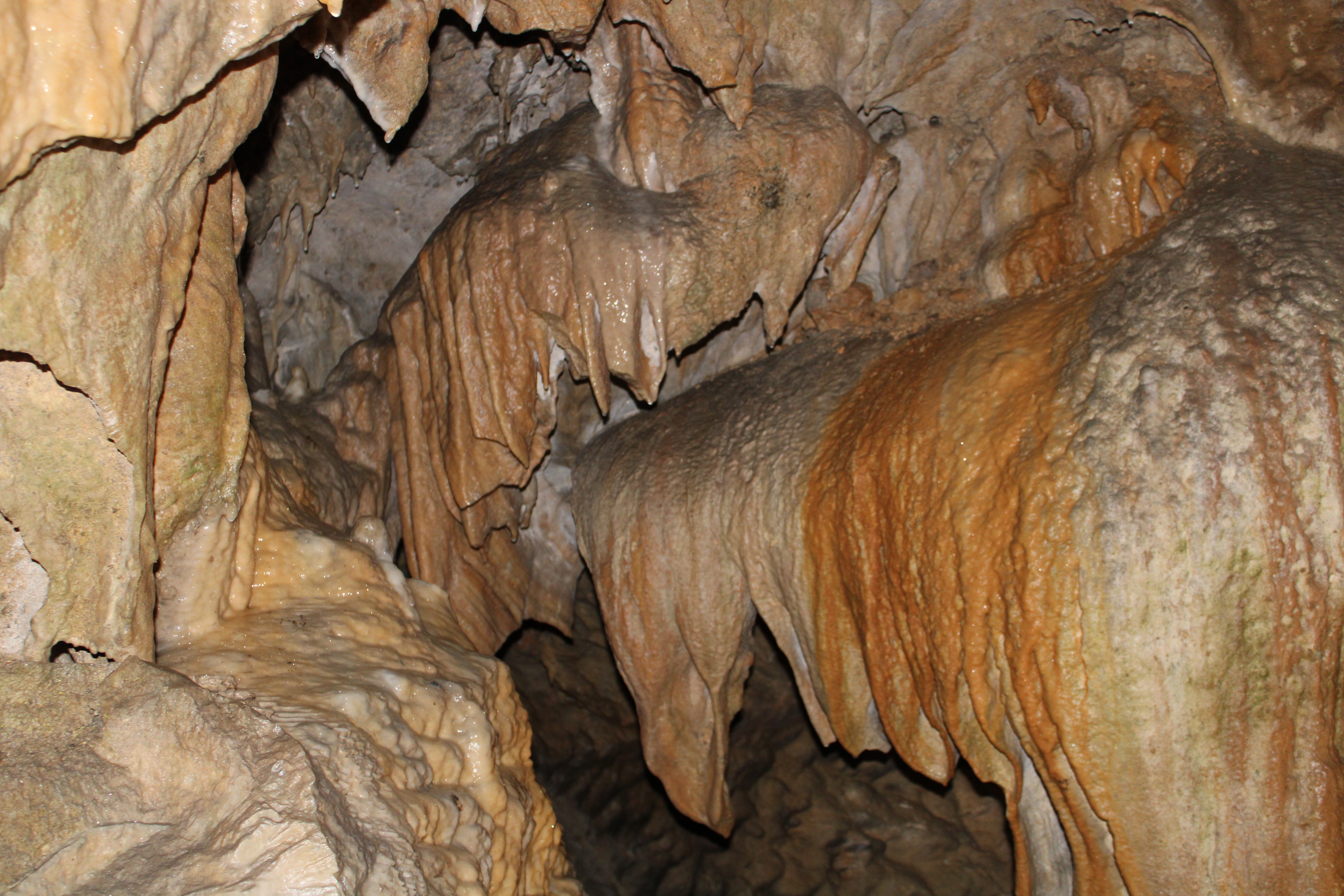
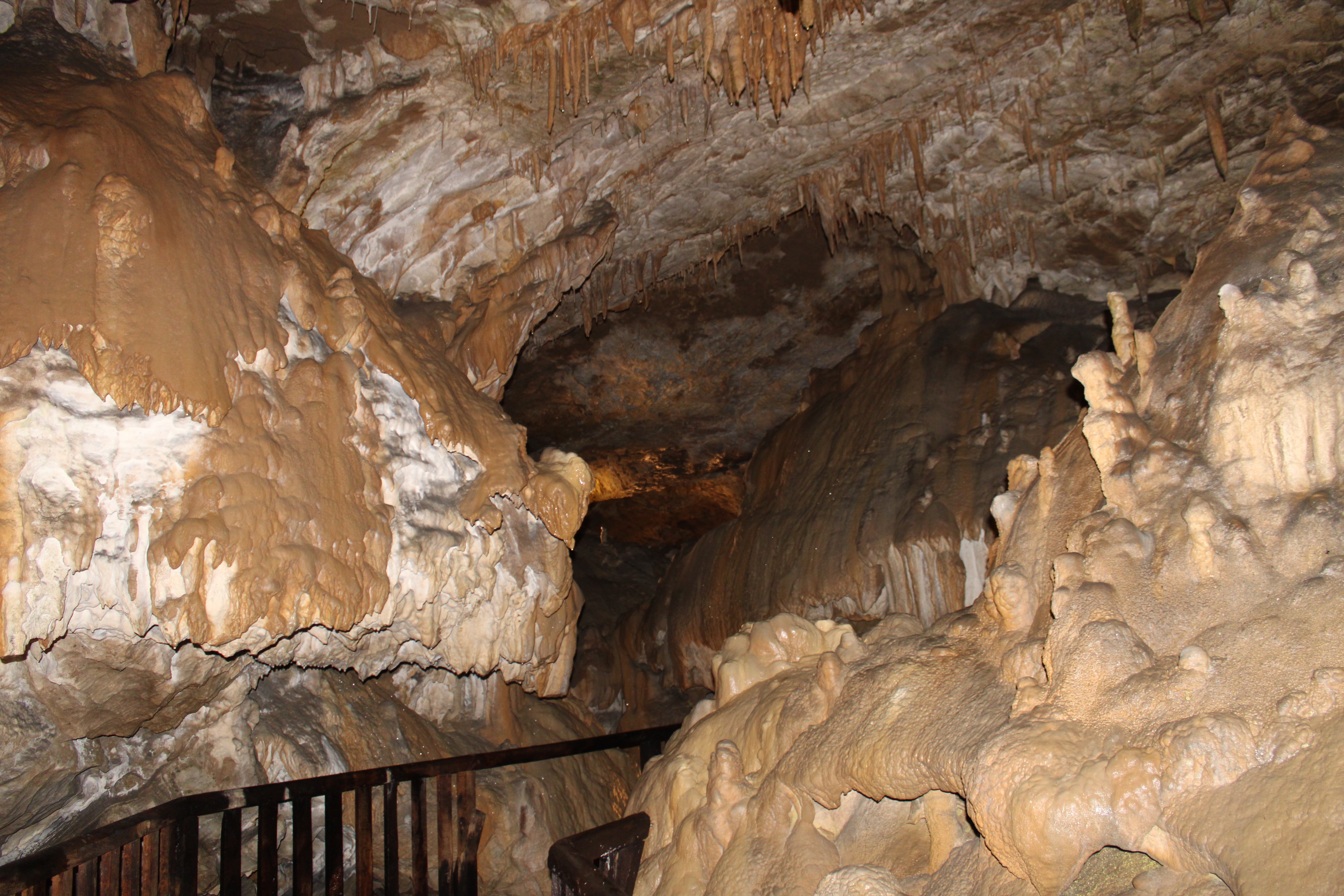
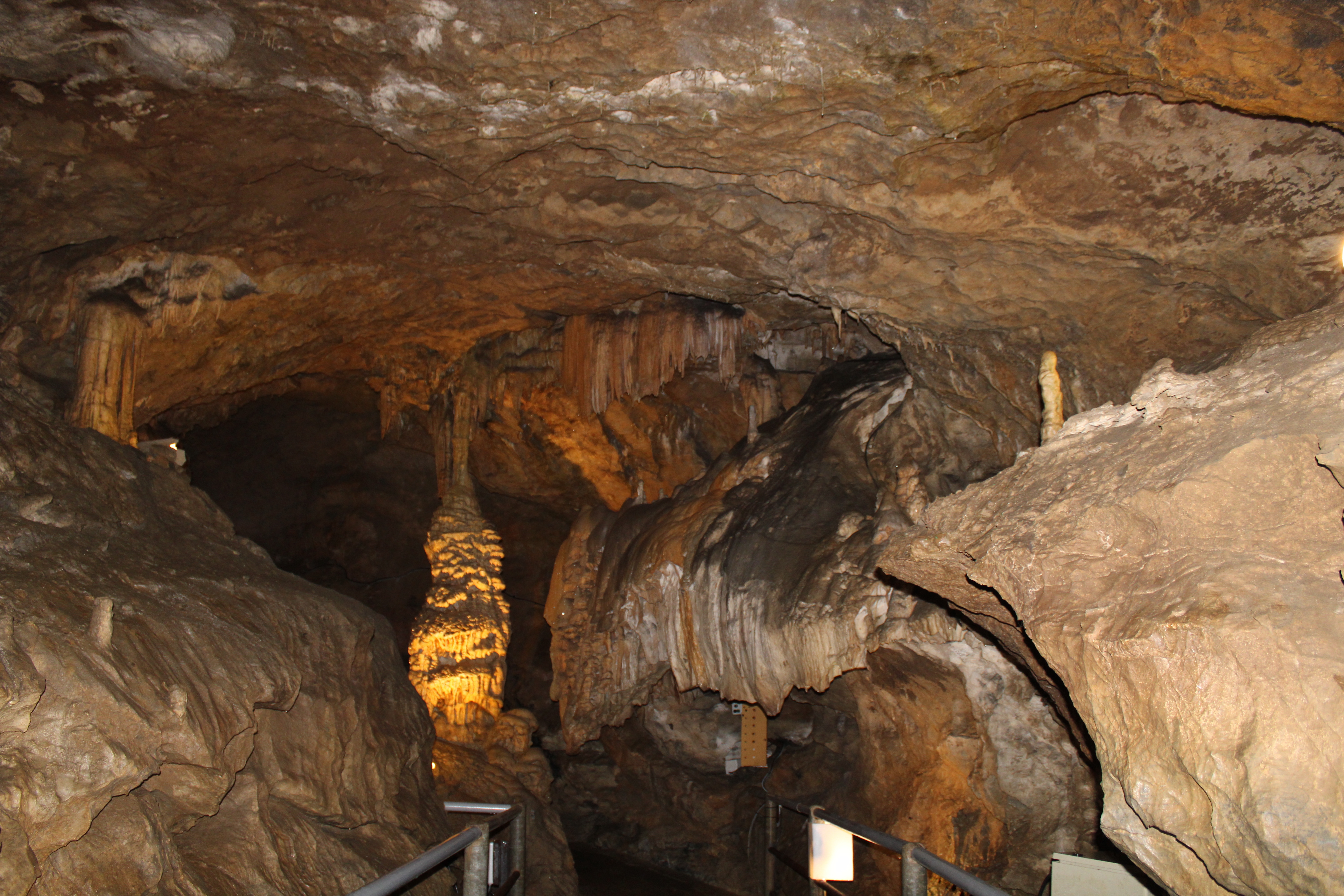
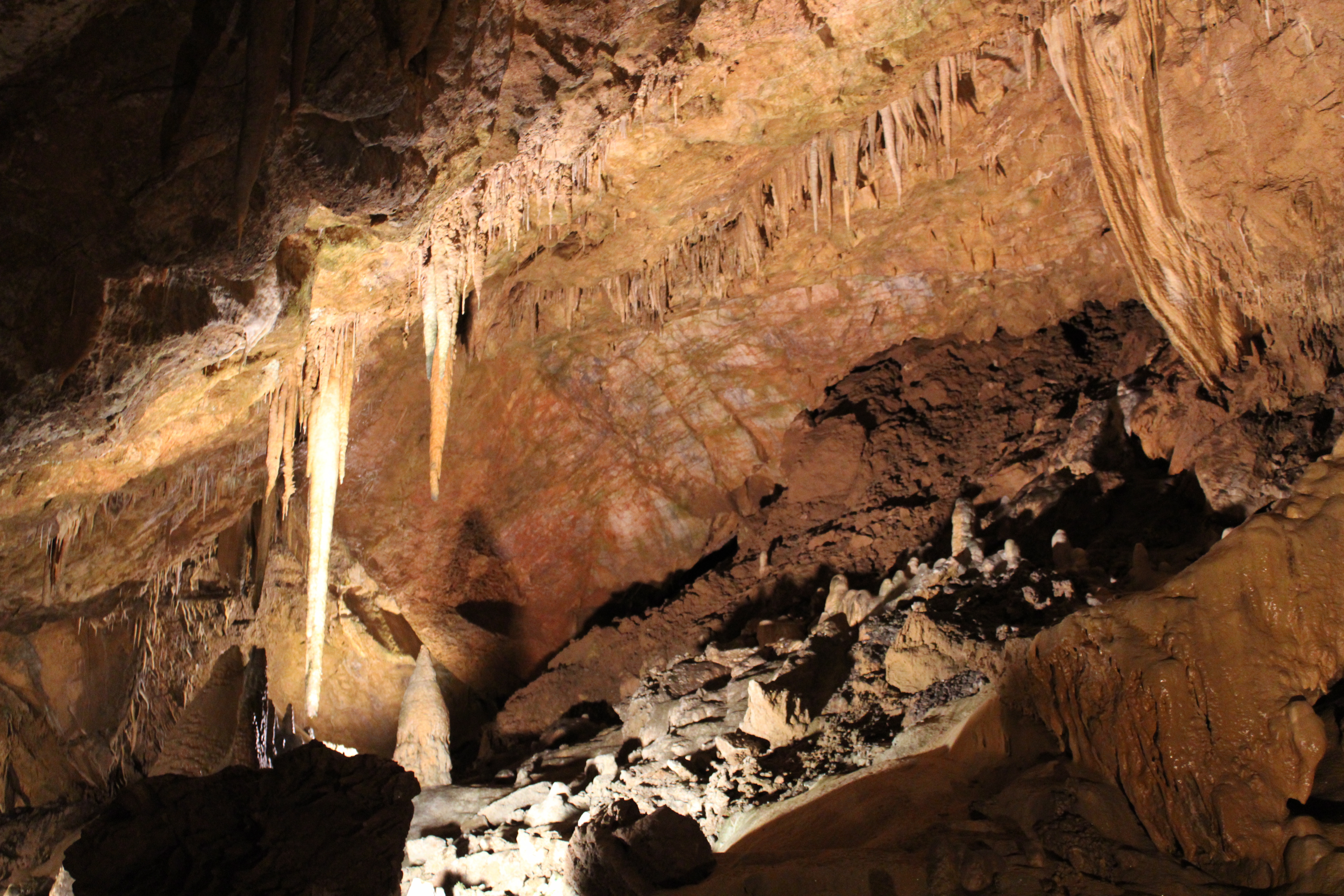